# Frontera entre Mozambique y Zimbabue

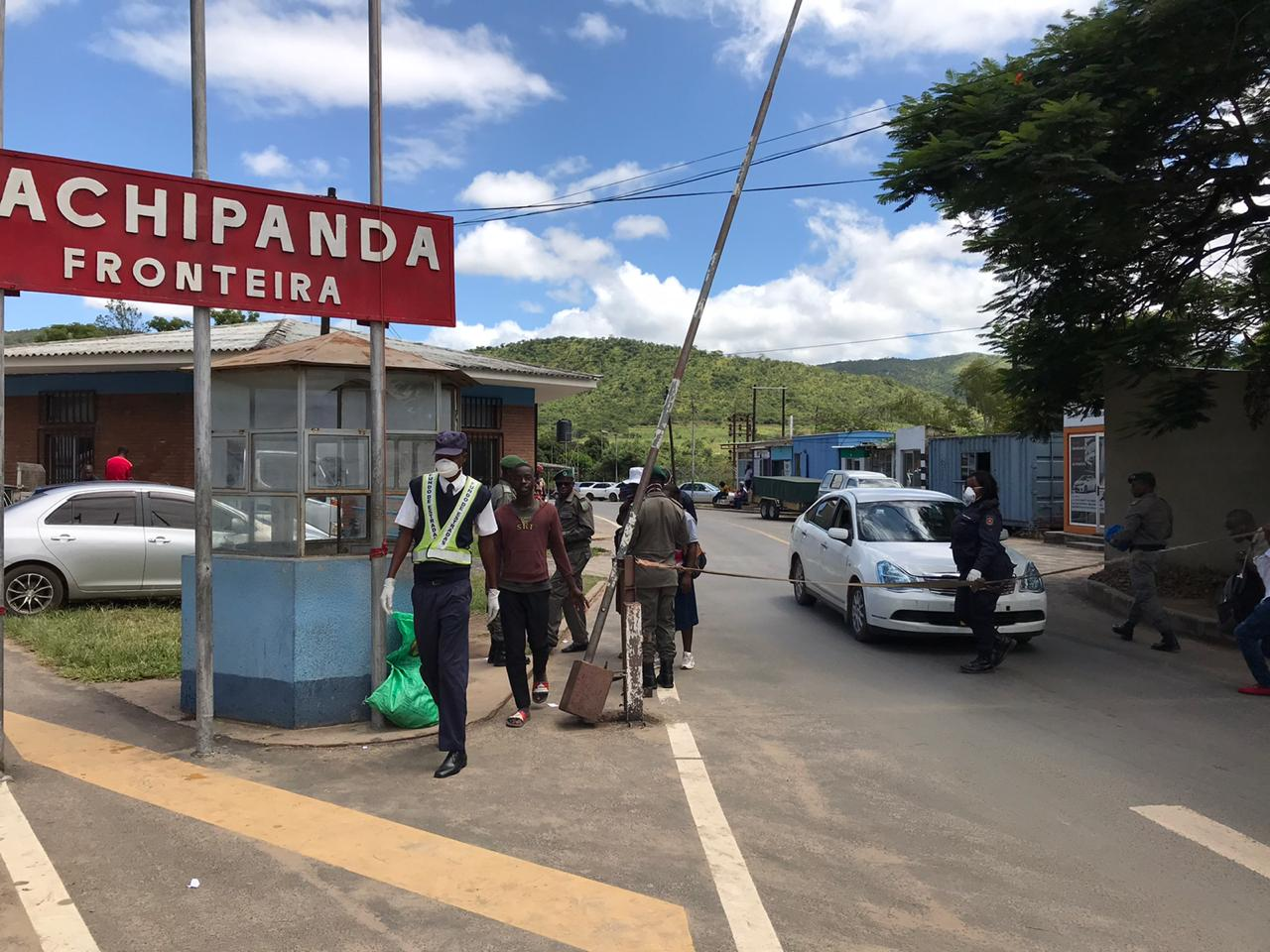
Puesto de frontera de Machipanda, el más importante puesto de la frontera entre Mozambique y Zimbabue

La frontera entre Mozambique y Zimbabue es una línea de 1.231 km de extensión, cubre todo el este de Zimbabue y va del norte del país y se dirige hacia el sur. Junto a esta frontera está el monte Binga ubicado en Mozambique, en las proximidades de Chimoio, capital de la provincia de Manica. Del lado de Zimbabue, junto a la frontera está el monte Nyangani.
Al norte, se encuentra la triple frontera Zimbabue-Mozambique-Zambia, por donde pasa el río Zambezi. Al sur, la triple frontera de los dos países es con Sudáfrica. Una parte de la línea de frontera sigue el paralelo 16° S. La frontera separa las provincias (de norte a sur):
- Mozambique: Tete, Sofala, Manica, Gaza.
- Zimbabue: Mashonalandia Central, Mashonalandia Oriental, Manicalandia, Masvingo.

La frontera de Mozambique con las antiguas colonias británicas en el sur de África, como Sudáfrica, Zambia, Malaui y Tanzania, fue definida desde 1498, comienzo de la dominación portuguesa, hasta que Mozambique se convirtió en una provincia ultramarina de Portugal en 1951.